# I liga 2012-2013
La I liga 2012-2013 è stata la 65ª edizione del secondo livello del campionato polacco di calcio, la quinta sotto il nome di [I liga]. La stagione è incominciata il 4 agosto 2012 e si è conclusa l'8 giugno 2013.
Il Zawisza Bydgoszcz e il KS Cracovia sono stati promossi in Ekstraklasa. Il Warta Poznań, il Polonia Bytom e il ŁKS Łódź sono stati retrocessi in II liga. L'Okocimski Brzesko ha mantenuto la categoria, poiché il Polonia Varsavia, retrocesso dalla Ekstraklasa, non ha soddisfatto i requisiti previsti dalla PZPN per la I liga.
Il 28 febbraio 2013 la Commissione Disciplinare della PZPN ha sospeso la licenza del ŁKS Łódź per mancato pagamento degli stipendi dei calciatori. Il 10 aprile 2013 il ŁKS Łódź ha annunciato il ritiro dal campionato. tutte le restanti partite sono state date perse per 0-3 a tavolino, avendo il ŁKS Łódź giocato più della metà delle partite.

## Stagione

### Novità
Al termine della I liga 2011-2012 il Piast Gliwice e il Pogoń Stettino sono stati promossi in Ekstraklasa. Il Wisła Płock, il Polkowice e l'Olimpia Elbląg sono stati retrocessi in II liga. Il Polonia Bytom ha mantenuto la categoria, poiché il Ruch Radzionków si è ritirato dalla I liga per problemi finanziari.

Dalla Ekstraklasa 2011-2012 sono stati retrocessi il ŁKS Łódź e il KS Cracovia. Dalla II liga 2011-2012 sono stati promossi l'Okocimski Brzesko e lo Stomil Olsztyn, primi due classificati del girone Est, il Miedź Legnica e il GKS Tychy, primi due classificati del girone Ovest.

### Formula
Le 18 squadre partecipanti si affrontano due volte in un girone di andata e uno di ritorno per un totale di 34 giornate.

Le prime due classificate sono promosse in Ekstraklasa. Le ultime quattro classificate sono retrocesse in II liga.

## Squadre partecipanti
| Club               | Città       | Stadio                              | Stagione precedente       |
| ------------------ | ----------- | ----------------------------------- | ------------------------- |
| Arka Gdynia        | Gdynia      | Stadion MOSiR                       | 7º posto                  |
| Dolcan Ząbki       | Ząbki       | Stadion Dolcanu                     | 14º posto                 |
| Flota Świnoujście  | Świnoujście | Stadion OSiR Wyspiarz               | 8º posto                  |
| Bogdanka           | Łęczna      | Stadion Górnika Łęczna              | 6º posto                  |
| GKS Katowice       | Katowice    | Stadion GKS Katowice                | 13º posto                 |
| GKS Tychy          | Tychy       | Stadion Miejski (gioca a Jaworzno)  | 2º posto in II liga Ovest |
| Kolejarz Stróże    | Stróże      | Stadion Kolejarza Stróże            | 4º posto                  |
| KS Cracovia        | Cracovia    | Stadion Cracovii                    | 16º posto in Ekstraklasa  |
| ŁKS Łódź           | Łódź        | Stadion Miejski (Łódź)              | 15º posto in Ekstraklasa  |
| Miedź Legnica      | Legnica     | Stadion im. Orła Białego            | 1º posto in II liga Ovest |
| Nieciecza          | Nieciecza   | Stadion Termaliki Bruk-Bet          | 5º posto                  |
| Okocimski Brzesko  | Brzesko     | Stadion Okocimskiego KS             | 1º posto in II liga Est   |
| Olimpia Grudziądz  | Grudziądz   | Stadion Miejski w Grudziądzu        | 11º posto                 |
| Polonia Bytom      | Bytom       | Stadio Edward Szymkowiak            | 15º posto                 |
| Sandecja Nowy Sącz | Nowy Sącz   | Stadion im. Ojca W. Augustynka      | 12º posto                 |
| Stomil Olsztyn     | Olsztyn     | Stadion OSiR                        | 2º posto in II liga Est   |
| Warta Poznań       | Poznań      | Stadion Miejski (Poznań)            | 10º posto                 |
| Zawisza Bydgoszcz  | Bydgoszcz   | Stadion im. Zdzisława Krzyszkowiaka | 3º posto                  |

## Classifica finale
|  | Pos. | Squadra            | Pt | G  | V  | N  | P  | GF | GS | DR  |
|  | ---- | ------------------ | -- | -- | -- | -- | -- | -- | -- | --- |
|  | 1.   | Zawisza Bydgoszcz  | 66 | 34 | 19 | 9  | 6  | 69 | 26 | +43 |
|  | 2.   | KS Cracovia        | 64 | 34 | 19 | 7  | 8  | 48 | 35 | +13 |
|  | 3.   | Nieciecza          | 63 | 34 | 19 | 6  | 9  | 54 | 28 | +26 |
|  | 4.   | Flota Świnoujście  | 63 | 34 | 19 | 6  | 9  | 57 | 33 | +24 |
|  | 5.   | Arka Gdynia        | 57 | 34 | 17 | 6  | 11 | 46 | 29 | +17 |
|  | 6.   | GKS Tychy          | 55 | 34 | 15 | 10 | 9  | 44 | 28 | +16 |
|  | 7.   | Dolcan Ząbki       | 54 | 34 | 16 | 6  | 12 | 52 | 41 | +11 |
|  | 8.   | Olimpia Grudziądz  | 51 | 34 | 13 | 12 | 9  | 39 | 34 | +5  |
|  | 9.   | Miedź Legnica      | 51 | 34 | 14 | 9  | 11 | 48 | 44 | +4  |
|  | 10.  | GKS Katowice       | 50 | 34 | 14 | 8  | 12 | 43 | 36 | +7  |
|  | 11.  | Kolejarz Stróże    | 50 | 34 | 14 | 8  | 12 | 47 | 45 | +2  |
|  | 12.  | Górnik Łęczna      | 46 | 34 | 11 | 13 | 10 | 37 | 42 | -5  |
|  | 13.  | Stomil Olsztyn     | 38 | 34 | 8  | 14 | 12 | 37 | 45 | -8  |
|  | 14.  | Sandecja Nowy Sącz | 37 | 34 | 10 | 7  | 17 | 35 | 54 | -19 |
|  | 15.  | Okocimski Brzesko  | 32 | 34 | 7  | 11 | 16 | 38 | 54 | -16 |
|  | 16.  | Warta Poznań       | 29 | 34 | 7  | 8  | 19 | 36 | 56 | -20 |
|  | 17.  | Polonia Bytom      | 22 | 34 | 5  | 7  | 22 | 29 | 64 | -35 |
|  | 18.  | ŁKS                | 14 | 34 | 3  | 5  | 26 | 17 | 82 | -65 |

Legenda:

      Promossa in Ekstraklasa 2013-2014

      Retrocesse in II liga 2013-2014

Tre punti a vittoria, uno a pareggio, zero a sconfitta.
La classifica viene stilata secondo i seguenti criteri:
- Punti conquistati
- Punti conquistati negli scontri diretti
- Differenza reti negli scontri diretti
- Reti realizzate negli scontri diretti
- Goal fuori casa negli scontri diretti (solo tra due squadre)
- Differenza reti generale
- Reti totali realizzate
- Fair-play ranking

## Statistiche

### Classifica marcatori
| Gol |  |  | Giocatore            | Squadra                                |
| --- |  |  | -------------------- | -------------------------------------- |
| 22  |  |  | Maciej Kowalczyk     | Kolejarz Stróże                        |
| 15  |  |  | Paweł Abbott         | Zawisza Bydgoszcz                      |
| 15  |  |  | Vladimir Boljević    | KS Cracovia                            |
| 15  |  |  | Marcus Vinicius      | Arka Gdynia                            |
| 13  |  |  | Arkadiusz Aleksander | Sandecja Nowy Sącz (Flota Świnoujście) |
| 13  |  |  | Jakub Grzegorzewski  | Miedź Legnica                          |
| 13  |  |  | Dariusz Pawlusiński  | Nieciecza                              |
| 13  |  |  | Mateusz Piątkowski   | Dolcan Ząbki                           |
| 13  |  |  | Przemysław Pitry     | GKS Katowice                           |

## Verdetti finali
- Zawisza Bydgoszcz e KS Cracovia promossi in Ekstraklasa 2013-2014.
- Warta Poznań, Polonia Bytom e ŁKS Łódź retrocessi in II liga 2013-2014.
- Okocimski Brzesko ripescato per mancata iscrizione del Polonia Varsavia.